# Idiocyclops stocki
Idiocyclops stocki – gatunek widłonoga z rodziny Cyclopidae; jedyny przedstawiciel rodzaju Idiocyclops. Gatunek i rodzaj opisał w 1987 roku niemiecki zoolog Hans Volkmar Herbst. Miejsce typowe to studnia w parafii Christ Church na Barbadosie. 